# Miguel Servet
Miguel Servet, llamado también Miguel de Villanueva, Michel de Villeneuve o, en latín, Michael Servetus, cuyo nombre auténtico era Miguel Serveto y Conesa, alias «Revés» (Villanueva de Sigena, Aragón, c. 29 de septiembre de 1509 o 1511-Ginebra, 27 de octubre de 1553), fue un teólogo y científico español.
Sus intereses abarcaron muchas ciencias: astronomía, meteorología, geografía, jurisprudencia, teología, física, el estudio de la Biblia, matemáticas, anatomía y medicina. Gran parte de su fama y reconocimiento posterior es debido a su trabajo sobre la circulación pulmonar descrita en su obra Christianismi Restitutio. Por sus conocimientos que abarcan diversas disciplinas es considerado un polímata.
Participó en la Reforma protestante y desarrolló una cristología contraria a la Trinidad. Repudiado tanto por los católicos como por los protestantes, fue arrestado en Ginebra, sometido a juicio y condenado a morir en la hoguera por orden del Consejo de la ciudad y las iglesias Reformadas de los cantones, cuando en ellas predominaba la influencia de Juan Calvino.

## Nacimiento y años de formación
Actualmente la mayoría de las biografías de Servet sitúan su lugar de nacimiento en Villanueva de Sigena, aunque algún investigador mantiene la opinión de que nació en Tudela, Navarra. Para ello se basa en documentos en los que Servet se atribuía un origen navarro, mientras vivía en Francia bajo la falsa identidad de Michel de Villeneuve. Sin embargo, según los partidarios de la hipótesis aragonesa, este nombre ficticio haría alusión a su auténtica localidad natal, Villanueva de Sigena, donde se conserva la casa familiar, hoy convertida en centro de interpretación.

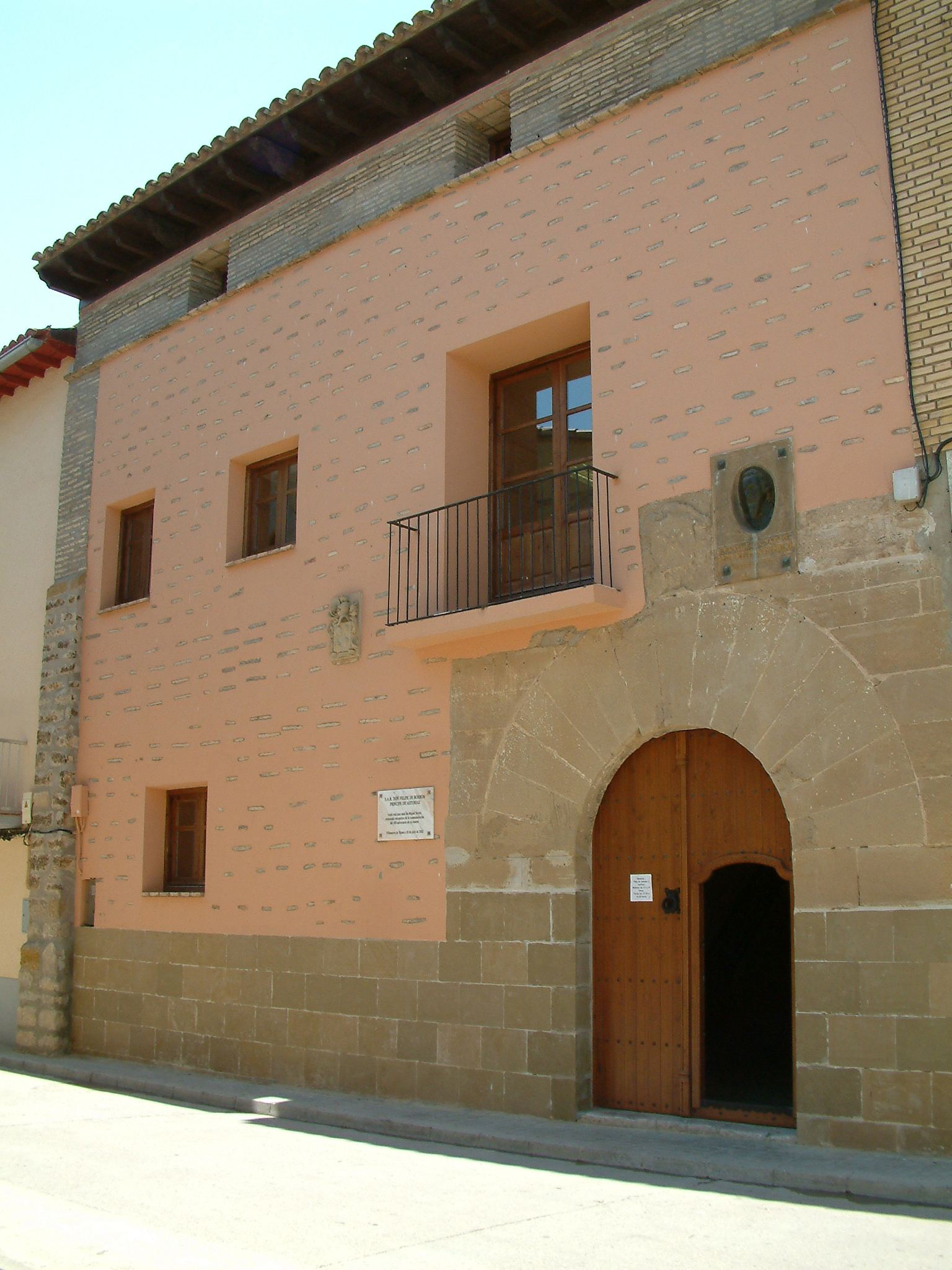
Fachada de la casa natal de Miguel Servet en Villanueva de Sigena, sede del Instituto de Estudios Sijenenses "Miguel Servet"/Michael Servetus Institute y centro de investigación de su vida y obra.

Fue hijo de Antón Serveto, noble infanzón y notario del Monasterio de Sigena, y Catalina Conesa, que por línea materna descendía de la familia judeoconversa de los Zaporta. Las biografías tradicionales le adjudican dos hermanos menores: Pedro, quien continuó con la notaría paterna, y Juan, que fue ordenado sacerdote y fue rector de Poleñino. Los estudios recientes elevan el número, pues además de Pedro y Juan, el matrimonio Serveto-Conesa tuvo también a Francisco Serveto, que trabajó como escribano en la notaría zaragozana de Juan Campi; a Antón Serveto, que casó en 1543 con Ángela Ager; a Catalina Serveto, mujer del maestre Jaime Dolz, médico de Sariñena; y a Jerónima Serveto, que casó en 1540 con Jaime Cardona, notario de Sariñena.
La familia Serveto utilizaba un apodo, «Revés», aparente anagrama de su apellido cuyo origen podría deberse a que un miembro de una familia de Villanueva, probablemente antigua y distinguida, de apellido Revés emparentase con los Serveto, conservándose así ambos nombres en posteriores generaciones.
Joven con dotes sobresalientes para las letras y gran conocedor del latín, griego y hebreo, Miguel abandonó su población de origen para ampliar estudios, quizá en el castillo de Montearagón. Fue aceptado como pupilo por fray Juan de Quintana, quien llegaría a ser confesor de Carlos I. Tras una estancia para realizar estudios de Derecho en Toulouse (Francia), donde entró por primera vez en contacto con círculos próximos a la Reforma, viajó con Quintana por Italia y Alemania como parte del séquito imperial y presenció la coronación de Carlos V como emperador en Bolonia (1530).
En 1520 se matriculó en artes liberales en el estudio general de artes de Zaragoza, donde era maestro mayor su tío, el filósofo y matemático Gaspar Lax. Allí obtuvo el título de bachiller en Artes el 17 de mayo de 1523, y a finales de 1524 el de maestro, a la vez que trabajaba como profesor del propio estudio. Un año más tarde ya figura como uno de los cuatro maestros de artes del estudio. Fue agredido por su tío Gaspar Lax en 1527, y aunque se desconoce el motivo concreto, todo hace creer que pudo deberse a las rompedoras ideas teológicas que Servet habría empezado a compartir en el estudio, y que no eran del agrado de Lax. También se apunta, aunque con menos probabilidad, al plagio de Gaspar Lax en su obra Filosofía natural, en la que Servet habría colaborado sin figurar como participante. Su rivalidad con Gaspar Lax, un personaje poderoso y reputado en la época, le cerró las puertas académicas en España, y fue el detonante para irse a estudiar a Toulouse.

## Primeras obras teológicas

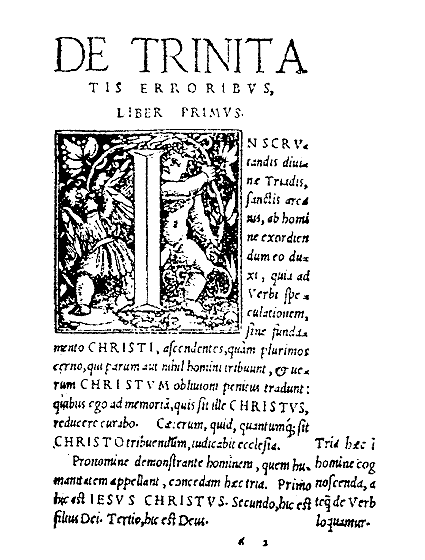
Edición de los Errores acerca de la Trinidad.

Posteriormente abandonó a su mentor e inició un periplo por varias ciudades de Centroeuropa afines al naciente protestantismo. Estableció una relación cada vez más difícil y polémica con algunos líderes reformadores, como Ecolampadio de Basilea, y se dirigió más tarde a Estrasburgo, donde se relacionó con Bucer, y a Hagenau, ciudad alsaciana entonces perteneciente al Sacro Imperio Romano Germánico.
En 1531 publicó De Trinitatis Erroribus (De los errores acerca de la Trinidad), que produjo gran escándalo entre los reformadores alemanes. Tampoco caló bien en su patria, ya que Servet tuvo la osadía de enviar una copia al obispo de Zaragoza, quien no tardó en solicitar la intervención de la Inquisición. El año siguiente publicó Dialogorum de Trinitate (Diálogos sobre la Trinidad), acompañado de una obra suplementaria, De Iustitia Regni Christi (Sobre la Justicia del Reino de Dios). Otro opúsculo atribuido a Servet, aunque de datación imprecisa, es Declarationis Iesu Christi Filii Dei (Declaración de Jesucristo Hijo de Dios), también conocido como «Manuscrito de Stuttgart».

### De los errores acerca de la Trinidad: estructura y contenido
En esta obra, dividida en siete libros o capítulos, Servet argumenta que el dogma de la Trinidad carece de base bíblica, ya que no se halla en las Escrituras, sino que es fruto posterior de elucubraciones de «filósofos». Basándose en abundantes citas de la Biblia, Servet concluye que Jesús es hombre en tanto que nacido de mujer, por más que su nacimiento fuese milagroso. A su vez, Jesús es también hijo de Dios, en tanto que su nacimiento es el fruto de la fecundación de la Virgen María por el Logos divino.
Niega así Servet, por tanto, que el Hijo sea eterno, ya que fue engendrado como tal en la encarnación, aunque es divino por gracia de Dios, su Padre. Tampoco es, pues, una Persona de la Trinidad, cuya existencia niega vehementemente definiéndola como «tres fantasmas» o «perro Cerbero de tres cabezas». Asimismo, califica a los que creen en tal doctrina como «ateos, es decir, sin Dios» y «triteístas». A su vez, el Espíritu Santo no sería una tercera Persona trinitaria, sino la fuerza o manifestación del espíritu de Dios tal como actúa en el mundo a través de los hombres.

### Diálogos sobre la TrinidadyDe la Justicia: estructura y contenido
Obra de tamaño y ambición inferiores a Errores..., Diálogos está estructurada en dos libros como una conversación ficticia entre dos personajes: Miguel (el propio autor) y un tal Petrucho. Según Servet, la escribe para despejar las dudas e inquietudes sembradas por su obra anterior, que a su juicio se deben «a mi propia impericia y a la negligencia del tipógrafo». A diferencia de lo afirmado en Errores..., Servet dice que Jesús no es solo divino por gracia, sino también por naturaleza, aunque aclara que solo en tanto que participa de la sustancia divina de su Padre.
A su vez, en el opúsculo De la Justicia del Reino de Dios incluido al final, explica entre otras cosas la complementariedad entre fe y caridad, pues, aunque la justificación del creyente es solo por la fe, la caridad y las buenas obras son encomiables y complacen a Dios, aspecto en el que se diferencia claramente de Lutero y otros reformadores protestantes. Al final se encuentra uno de los textos por los que Servet es considerado como adalid de la tolerancia y la libertad de conciencia, ya que afirma que 

... ni con estos ni con aquellos estoy de acuerdo en todos los puntos, ni tampoco en desacuerdo. Me parece que todos tienen parte de verdad y parte de error y que cada uno ve el error del otro, mas nadie el suyo... Fácil sería decidir todas las cuestiones si a todos les estuviera permitido hablar pacíficamente en la iglesia contendiendo en deseo de profetizar.
Servet, De la Justicia..., en Obras completas, Vol. II-1, pág. 481).

## Tiempo de ocultación

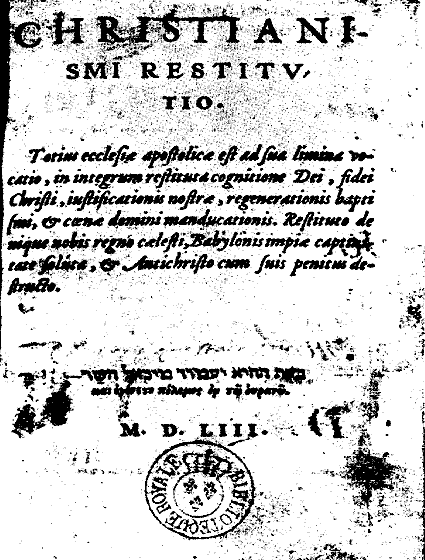
Portada de su obra Christianismi restitutio (1553).

Miguel Servet se dirigió a Lyon. Había estado brevemente en París, donde un encuentro previsto, pero finalmente no efectuado, con Calvino se transformó en el inicio de una relación epistolar entre ambos. Servet llegó a Lyon con una nueva identidad, Michel de Villeneuve, supuestamente originario de Tudela de Navarra, para evitar las persecuciones de la Inquisición. Estuvo empleado en una imprenta, primero como corrector de pruebas. En 1535 le encargaron la publicación y anotación de la Geografía de Claudio Ptolomeo, lo que llevó a cabo dando pruebas de su gran erudición. En Lyon fue la etapa más feliz de su vida. Conoció al médico Symphorien Champier, quien le animó a estudiar medicina y acabó yéndose a París. Por entonces publicó sobre Medicina un tratado contra el médico alemán Leonhardt Fuchs (Lyon, 1536), en la que también atacaba a otros médicos antiarabistas, y poco después un tratado sobre el uso de los jarabes (París, 1537). En el primero rebate la doctrina luterana de que la salvación se obtenga solo por la fe sin obras, que la escamonea de los griegos era la misma que la de los árabes, y que la sífilis no era la afección llamada lichen o impetigo por los antiguos.
En 1537 se matriculó en la Universidad de París para estudiar medicina. Allí estudió junto a los grandes médicos de la época, enseñando matemáticas y medicina en la Universidad. Sin embargo, pronto se encontró en dificultades, puesto que dictó un curso de astrología, en el que defendió la influencia de las estrellas en los eventos futuros (astrología judiciaria), lo cual, junto con un opúsculo en el que describió el uso de jarabes para administrar los remedios de la época, le enfrentó con la comunidad universitaria.
Dejó de nuevo París y residió en diversas localidades de Francia, hasta que en Lyon se encontró con el arzobispo de Vienne del Delfinado, Pedro Palmier, al que había conocido previamente en París. De esta forma entró a su servicio como médico personal en 1541.

## LaRestitución del Cristianismo
En Vienne de Isère, Servet se dedica a proseguir sus estudios y publicaciones y prepara en secreto la que será su obra cumbre. Prosigue su correspondencia con Calvino, a quien envía una primera versión de su libro, Christianismi Restitutio (Restitución del Cristianismo), de carácter fundamentalmente teológico, en espera de sus comentarios (1546). "En ella demostraba, sobre la base de las Escrituras, que Cristo era solamente humano". El concepto de cristianismo ahí expuesto es cercano al panteísmo. Cristo está en todas las cosas. El mundo está lleno con él. Se mostraba también contrario al bautismo de los niños, puesto que el bautismo debe ser un acto maduro y consciente de discipulado cristiano, lo que le acerca a las posiciones anabaptistas. Sobre la edad adecuada para recibir el bautismo, sugirió seguir el ejemplo de Jesús: «Jesucristo fue él mismo bautizado cerca de los treinta años».
Curiosamente el libro pasaría a la posteridad por contener en su «Libro V» la primera exposición en el Occidente cristiano de la función de la circulación pulmonar o menor: según Servet, la sangre es transmitida por la arteria pulmonar a la vena pulmonar por un paso prolongado a través de los pulmones, en cuyo curso se torna de color rojo y se libera «de los vapores fuliginosos por el acto de la espiración». Servet sostenía que el alma era una emanación de la Divinidad y que tenía como sede a la sangre. Gracias a la sangre, el alma podía estar diseminada por todo el cuerpo, pudiendo asumir así el hombre su condición divina. Por tanto, los descubrimientos relativos a la circulación de la sangre tenían un impulso más religioso que científico. De ahí que la descripción de la circulación pulmonar esté dentro de una obra de teología y no de una de fisiología. Para Servet no había diferencia entre ambos ámbitos, dado que todo obedecía a un mismo gran designio divino.
En respuesta, Calvino le conmina a leer su propio libro Institutio religionis Christianae (Institución de la Religión Cristiana), publicado en 1536. Servet leyó el libro de Calvino e hizo anotaciones muy críticas en los márgenes del libro, devolviéndole la copia corregida, lo que desagradó enormemente al reformador, quien avisó que si Servet ponía los pies en Ginebra «no saldría vivo de ella».
Finalmente, Christianismi Restitutio es publicado anónimamente a principios de 1553, de nuevo con gran escándalo. Un calvinista de Ginebra escribe a un amigo católico revelándole que el autor del libro es el hereje Miguel Servet, oculto bajo la falsa identidad de Villeneuve. Se sospecha que detrás de esta denuncia podría estar el propio Calvino, quien había tenido acceso al texto gracias al mismo Servet. La Inquisición de Lyon recibe parte de la correspondencia intercambiada entre ellos, tras lo cual Servet es detenido, interrogado y encarcelado en Viena del Delfinado. El 7 de abril, sin embargo, logra evadirse y el 17 de junio es sentenciado a muerte in absentia por el tribunal de León de Francia, siendo quemado en efigie.

## Juicio en Ginebra y muerte

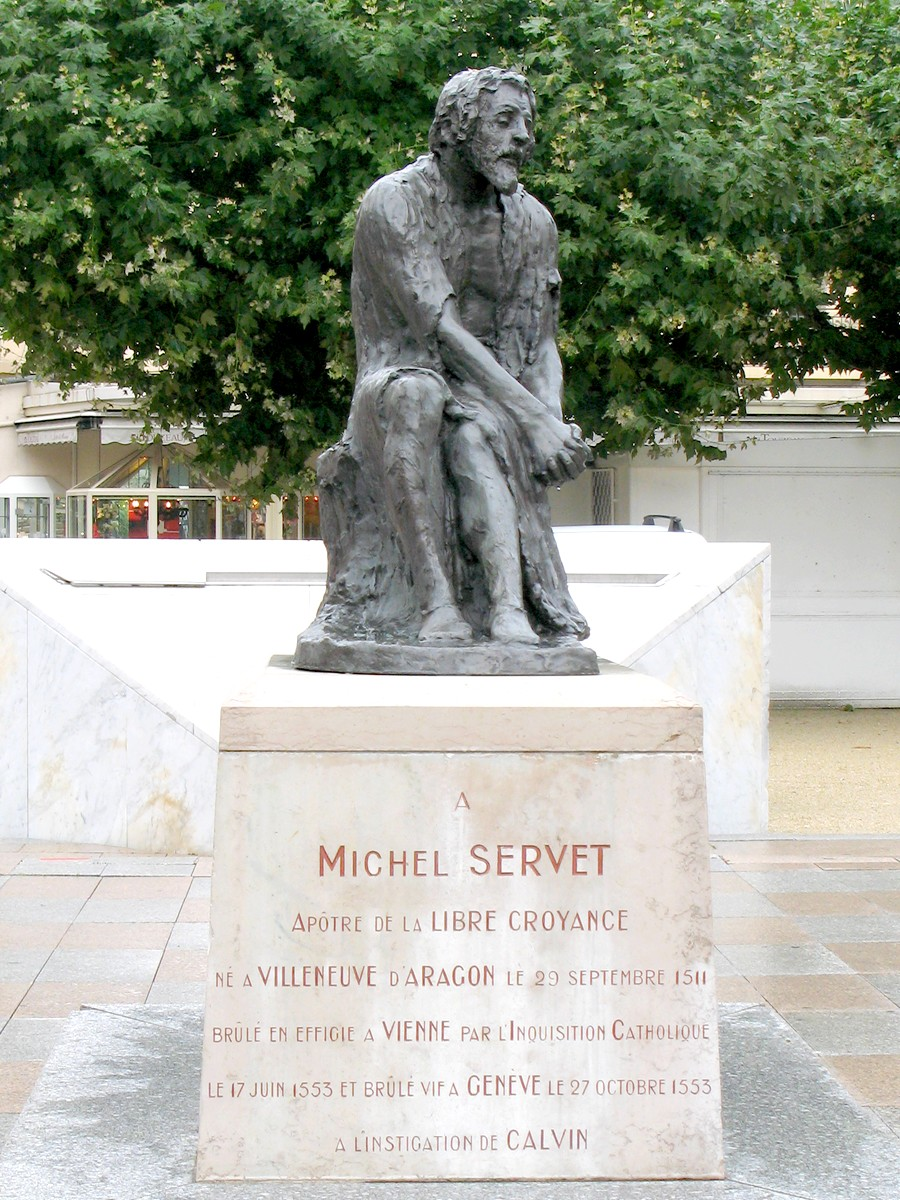
Monumento a Servet en la plaza del Ayuntamiento de Annemasse (Francia), villa situada a 4 km de Ginebra, al otro lado de la frontera franco-suiza. La inscripción bajo la escultura dice: a Miguel Servet, apóstol de las libres creencias, nacido en Villanueva de Aragón el 20 de septiembre de 1511, quemado simbólicamente en Vienne por la Inquisición Católica el 17 de junio de 1553 y quemado vivo en Ginebra el 27 de octubre de 1553 a instigación de Calvino.

Servet, probablemente de camino hacia Italia, hizo escala en Ginebra, donde fue reconocido en la iglesia donde predicaba el propio Calvino (13 de agosto). La ciudad se regía por los principios de la Reforma tal como Calvino los había definido en sus Ordenanzas eclesiásticas, basadas en su obra magna, Institución de la religión cristiana. Servet fue detenido y juzgado por herejía por su negación de la Trinidad y por su defensa del bautismo a la edad adulta.
Servet sufrió grandes penalidades durante su cautiverio, como atestigua su carta al Consejo de Ginebra de 15 de septiembre de 1553. Durante el juicio, sostuvo diversos debates de carácter teológico. El 22 de septiembre, Servet escribió una última alegación en la que culpa a Calvino de hacer acusaciones falsas de herejía contra él y solicita que también sea detenido e interrogado como él, y concluye: «Estaré contento de morir si no le convenzo tanto de esto como de otras cosas de que le acuso más abajo. Os pido Justicia, Señores, Justicia, Justicia, Justicia». Finalizado el proceso, fueron consultadas las iglesias reformadas de los cantones de Zúrich, Schaffhausen, Berna y Basilea, tras lo cual el acusado fue condenado y sentenciado a morir en la hoguera el 27 de octubre de 1553. En una carta fechada el día anterior, Calvino comentaba a Farel que Servet iba a ser condenado sin discusión y conducido al suplicio, y aseguraba que él había intentado cambiar la forma de su ejecución, aunque inútilmente.
La sentencia dictada en su contra por el Consejo (Petit Conseil) de Ginebra dice:

Contra Miguel Servet del Reino de Aragón, en España: Porque su libro llama a la Trinidad demonio y monstruo de tres cabezas; porque contraría a las Escrituras decir que Jesús Cristo es un hijo de David; y por decir que el bautismo de los pequeños infantes es una obra de la brujería, y por muchos otros puntos y artículos y execrables blasfemias con las que el libro está así dirigido contra Dios y la sagrada doctrina evangélica, para seducir y defraudar a los pobres ignorantes.

Por estas y otras razones te condenamos, M. Servet, a que te aten y lleven al lugar de Champel, que allí te sujeten a una estaca y te quemen vivo, junto a tu libro manuscrito e impreso, hasta que tu cuerpo quede reducido a cenizas, y así termines tus días para que quedes como ejemplo para otros que quieran cometer lo mismo.
Barón (1989, pp. 395-398)

## Consecuencias de la ejecución de Servet
Independientemente de la importancia de sus descubrimientos fisiológicos o de su labor como polemista religioso, los sucesos que acarrearon el juicio y muerte de Miguel Servet se han considerado como punto de arranque de la discusión que condujo al reconocimiento de la libertad de pensamiento y de expresión de las ideas. Asimismo, las iglesias unitarias, surgidas de los movimientos antitrinitarios del siglo XVI d. C. y posteriores, consideran a Servet su pionero y primer mártir.
La ejecución de Servet escandalizó a muchos pensadores de toda Europa, principalmente en el ámbito protestante, que se oponían a que se matara a las personas por razones de fe. El anabaptista David Joris escribió, por ejemplo, que «la verdadera iglesia no es la que persigue, sino la perseguida»; fallecido en 1556, tres años después se descubrió su teología anabaptista y su defensa secreta de Servet (usaba pseudónimo), por lo que su cuerpo fue exhumado y quemado en Basilea por los protestantes. Destaca particularmente la defensa de Servet que realizó Sebastián Castellion: «Matar a un hombre no es defender una doctrina, es matar a un hombre. Cuando los ginebrinos ejecutaron a Servet, no defendieron una doctrina, mataron a un hombre». Por otro lado, desde mediados del siglo XIX d. C. y principios del XX, Servet comenzó a ser reivindicado por partidarios del librepensamiento, que veían en su ejecución una prueba de los peligros que conlleva el fanatismo religioso, aunque a menudo como resultado de un análisis superficial y sin tener en cuenta la obra y conceptos teológicos del propio Servet.
Marian Hillar, estudioso polaco-estadounidense de la obra de Servet, hizo la siguiente evaluación sobre el impacto perdurable que tuvo la ejecución del erudito español: «Fue el punto de inflexión en la ideología y mentalidad dominantes desde el siglo IV d. C.. [...] Históricamente hablando, con la muerte de Servet, la libertad de conciencia acabó convirtiéndose en un derecho civil en la sociedad moderna».

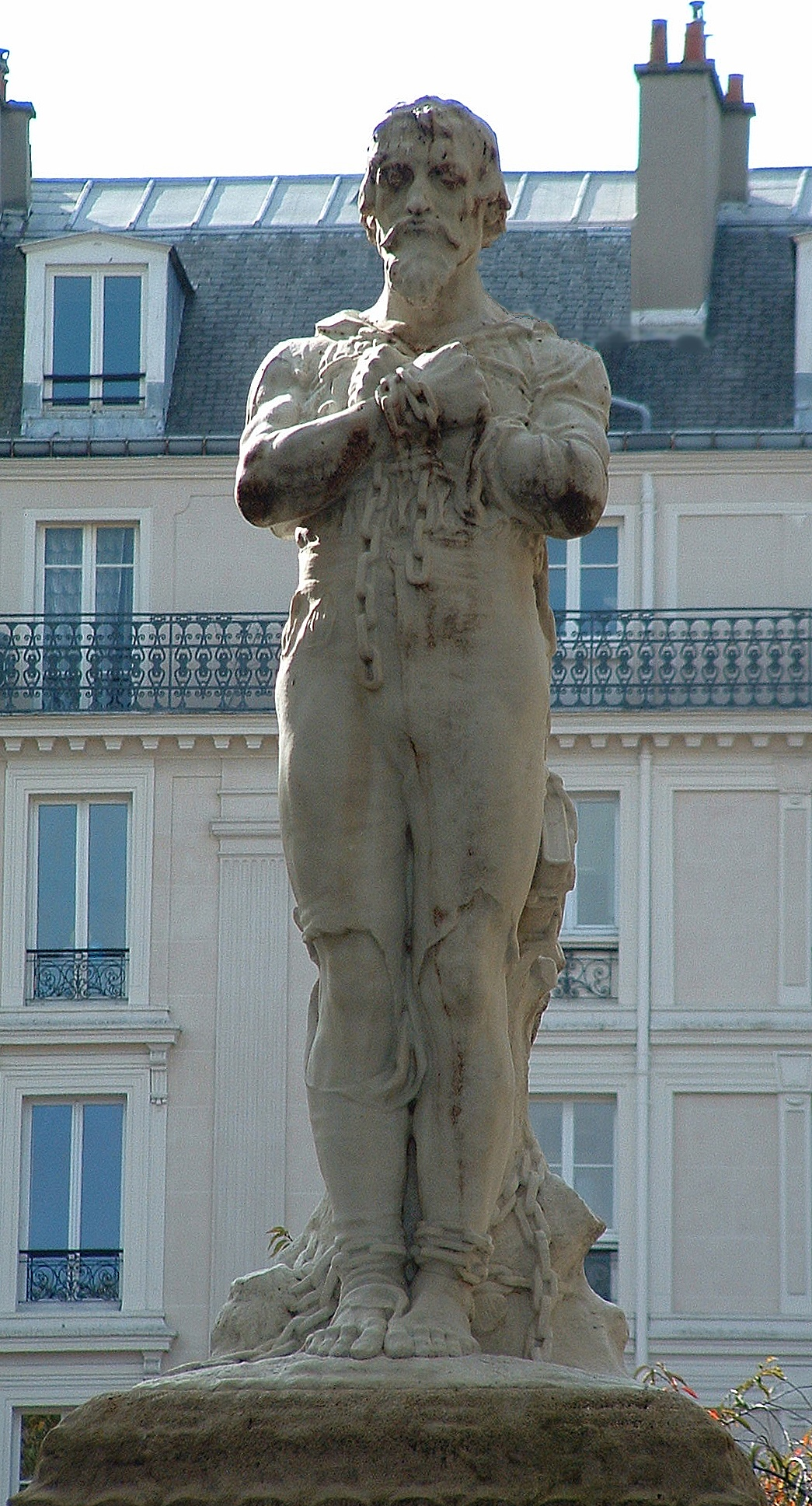
Estatua de Miguel Servet atado de pies y manos a la estaca de la hoguera. Plaza Aspirant Dunand de París.

## Homenajes a la memoria de Miguel Servet
España:

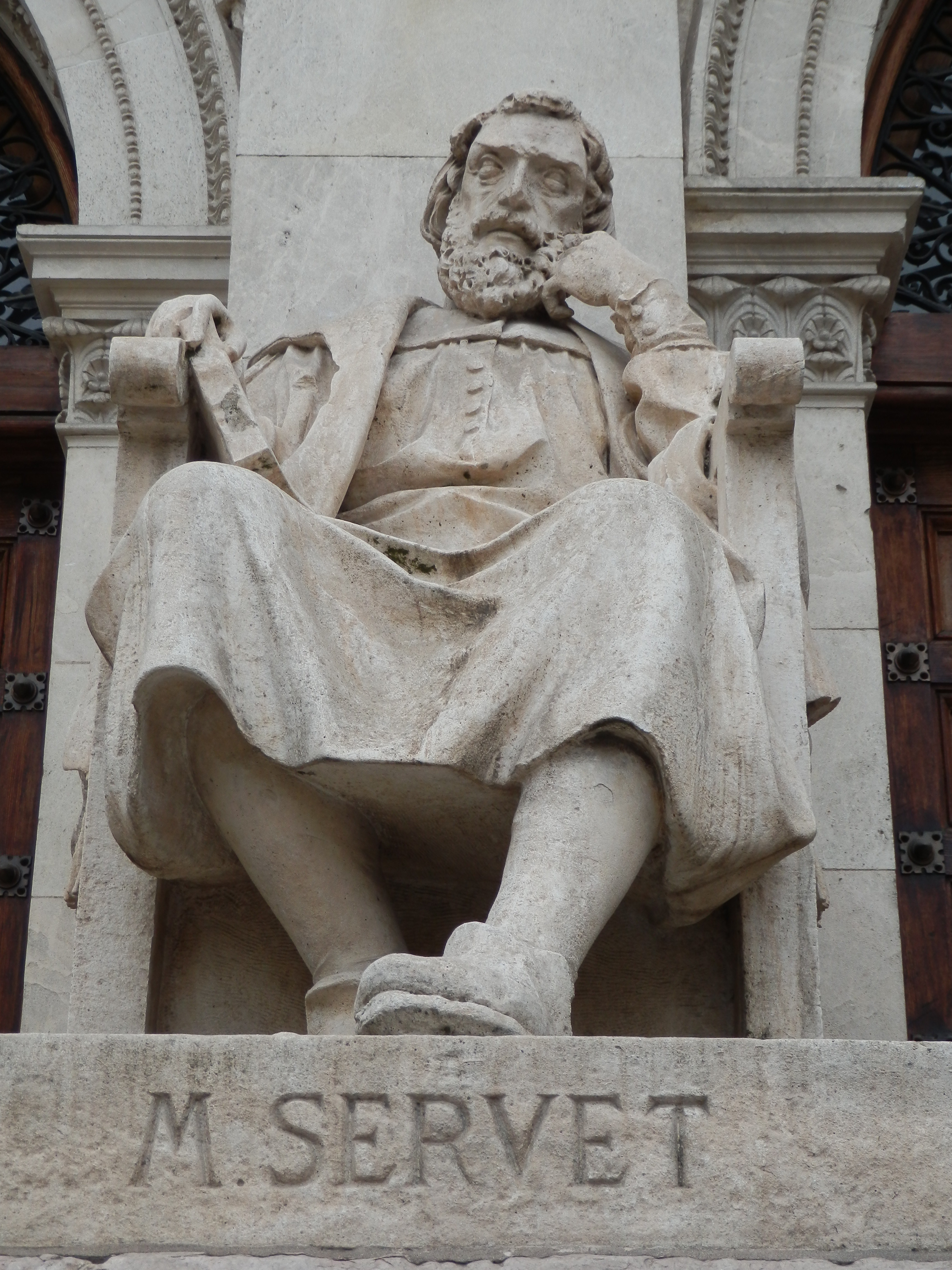
Miguel Servet, obra de Dionisio Lasuén, en el Paraninfo de la Universidad de Zaragoza

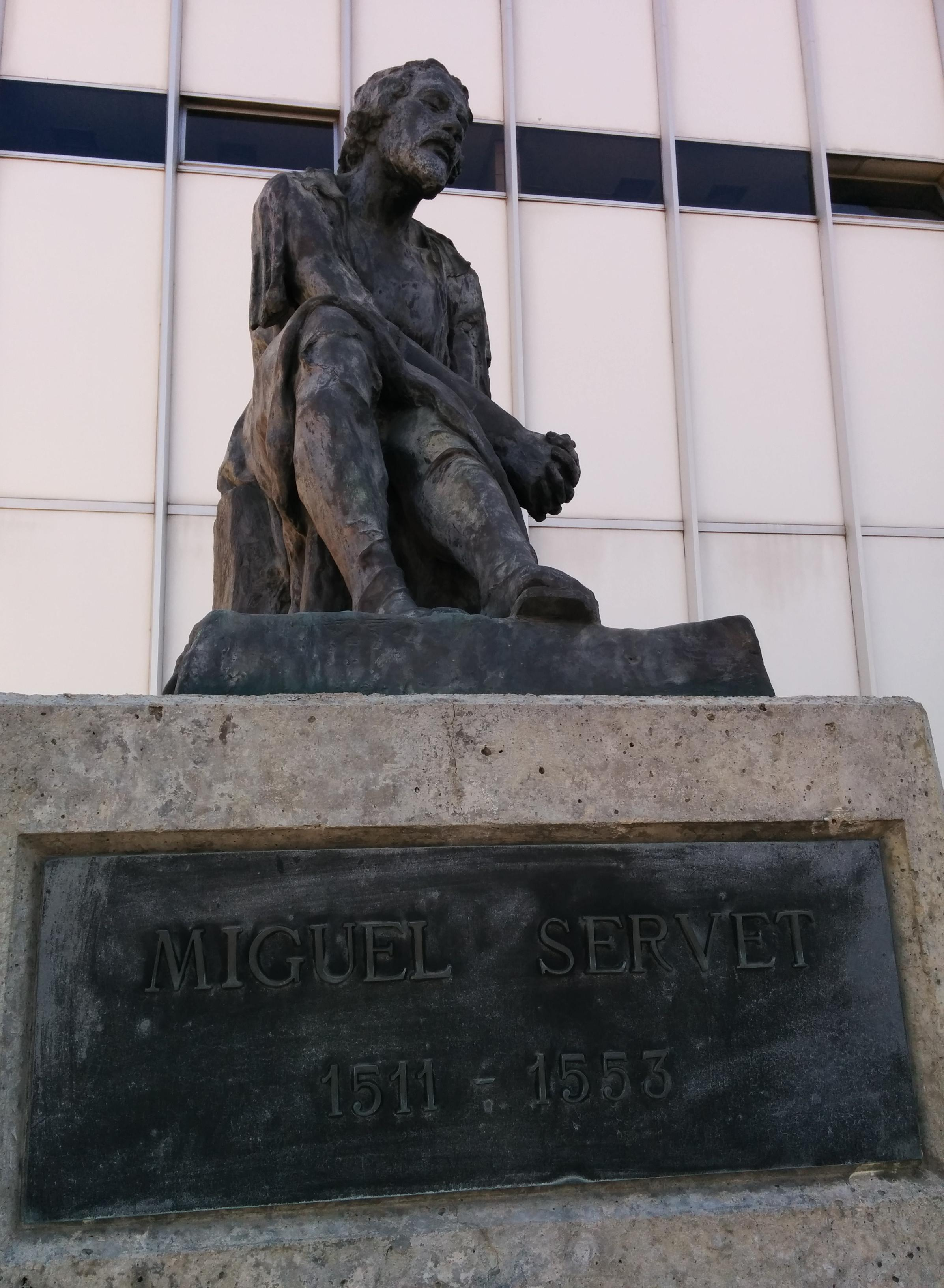
Estatua dedicada a Miguel Servet en el Hospital Miguel Servet de Zaragoza. Realizada por la escultora suiza Clotilde Roch en 1908.

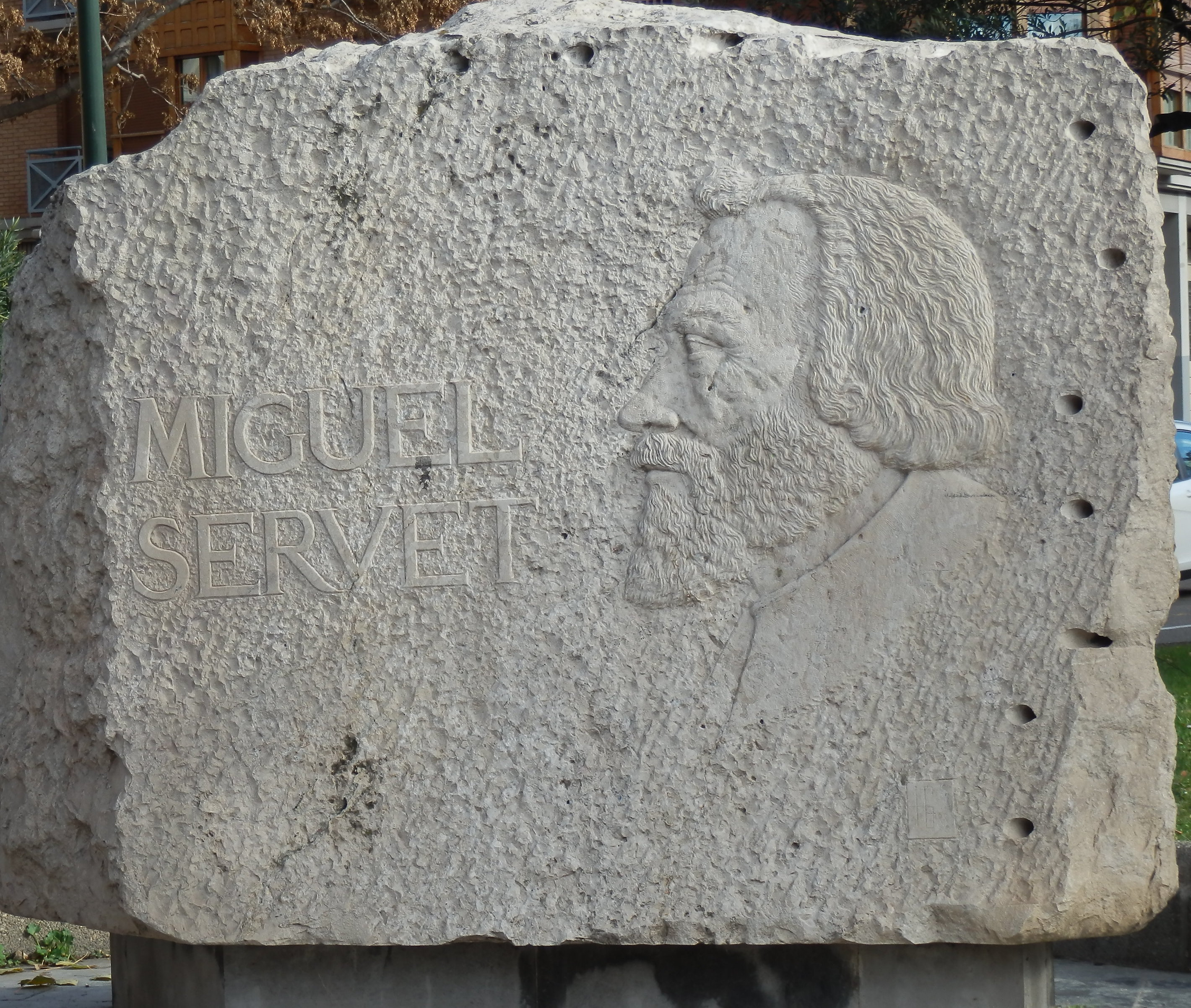
Monumento a Miguel Servet en la calle Asalto de Zaragoza, España.

- En su villa natal Villanueva de Sigena en Aragón hay una estatua que le representa, situada al lado de la iglesia de la villa y un centro de estudios dedicado a Miguel Servet.
- El Hospital Universitario de Zaragoza lleva el nombre de Miguel Servet.
- En la ciudad de Valencia un ambulatorio también lleva su nombre.
- El parque municipal de Huesca se denomina Miguel Servet.
- En numerosas ciudades españolas hay calles dedicadas a Miguel Servet.

Suiza:
- En Ginebra existe una calle con su nombre, Michel Servet, y un monumento conmemorativo cercano al lugar donde fue quemado, erigido en 1903. Además, el 3 de octubre de 2011 fue inaugurada una estatua con la efigie de Servet, copia de la estatua de Annemasse, junto al monolito previamente existente.[31]

Francia:
- En Vienne, en el departamento de Isère, donde Servet vivió después de 1540, hay una escuela pública de primaria que lleva su nombre, y en donde se encuentra también un monumento en su honor, realizado por el escultor Joseph Bernard.
- En París, en la Plaza del aspirante Dunand, en el distrito 14, hay una estatua de mármol que le representa encadenado a la hoguera. Esta estatua fue erigida en 1908 y es obra del escultor Jean Baffier.
- En Annemasse hay una estatua de Michel Servet en la plaza de la alcaldía, réplica de una obra anterior, destruida por el ejército alemán en la Segunda Guerra Mundial, y originalmente realizada por la escultora Clotilde Roch.
- En Lille hay un liceo profesional que lleva su nombre.

Estados Unidos:
- Una iglesia unitaria universalista incluye a Servet en su nombre: la Michael Servetus Unitarian Society, en una localidad a las afueras de Mineápolis (Minnesota).[32]

Asteroides
- El asteroide (9629) Servet fue nombrado así en su memoria.[33]

## Obras relacionadas con Miguel Servet
- Teatro: La sangre y la ceniza (1967), de Alfonso Sastre.
- Cine: Passion et mort de Michel Servet (Pasión y muerte de Miguel Servet). Dirigida por Claude Goretta, 1975. Con Michel Cassagne en el papel de Miguel Servet.
- Televisión: Miguel Servet, la sangre y la ceniza. Serie para Televisión Española dirigida en 1988 por José María Forqué con Juanjo Puigcorbé en el papel de Miguel Servet.
- Ópera: Le procès de Michel Servet (El proceso de Miguel Servet). Compuesta por la cantante y compositora australiana Shauna Beesley y el libretista suizo Jean-Claude Humbert, se estrenó en Ginebra el 28 de octubre de 2011.[34]
- Ensayo histórico: Castellio contra Calvino (1936), reflexión filosófica de Stefan Zweig.[35]
- Novela: Reconstrucción de Antonio Orejudo.
- Novela: El médico hereje (2013), José Luis Corral.

### Ediciones en la red
- Miguel Servet, Christianismi restitutio..., Nurembergae apud Rau, 1790. Es reimp. a plana y renglón de la ed. de Balthazar Arnoullet y Guillaume Guéroult, Viena del Delfinado (Vienne, Isère, Ródano-Alpes), 1553, fecha esta que figura en la portada.
- Servet, Miguel (1981).  Ángel Alcalá, ed. Treinta cartas a Calvino; Sesenta signos del Anticristo; Apología de Melanchton. Editorial Castalia. ISBN 9788470393761.
- Christianismi restitutio: Totius ecclesiae apostolicae est ad sua limina vocatio..., 1790, digitalizada en la Biblioteca Digital Hispánica de la Biblioteca Nacional de España

- Datos: Q185914
- Multimedia: Miguel Servet / Q185914
- Citas célebres: Miguel Servet